# Susan Taubes
Susan Taubes, z domu Feldmann (ur. 1928, zm. 1969) – amerykańska filozofka, religioznawczyni, badaczka myśli Simone Weil i pisarka.

## Życiorys
Potomkini żydowsko-węgierskiego rodu wybitnych talmudystów, wnuczka naczelnego rabina Budapesztu. Jej ojciec był psychoanalitykiem, aktywnym na Węgrzech, a później (po wyjedzie z Europy w 1939 r.) w Stanach Zjednoczonych. Wykładała historię i filozofię religii na Uniwersytecie Columbia. W latach 50. była studentką filozofa Jacoba Taubesa, gdy ten wykładał na Uniwersytecie Harvarda, by później zostać jego żoną. Taubesowie rozwiedli się w latach 60., a historię ich związku Susan opisała w powieści Rozwiązek (Divorcing), która ukazała się na jesieni 1969 r. Parę dni później (na początku listopada) Susan Taubes popełniła samobójstwo. Miała duży wpływ na rozwój intelektualny Susan Sontag, która poświęciła jej opowiadanie pt. Debriefing (Odprawa) z tomu I, etcetera.
W 2015 roku nakładem wydawnictwa Korporacja Ha!art ukazał się polski przekład Rozwiązku.